# Coleophora marianii
Coleophora marianii é uma espécie de mariposa do gênero Coleophora pertencente à família Coleophoridae.